# Бозон (Тоскана)
Бозон от Тоскана († сл. 936) е 911/931 г. граф на Авиньон и Vaisin, 926/931 граф на Арл, 931/936 г. маркграф на Тусция.

## Биография
Той произлиза от фамилията Бозониди и е син на Теотбалд от Арл († юни 887/895), граф на Арл, и Берта, извънбрачна дъщеря на Лотар II, крал на Лотарингия. По-малък брат е на Хуго I Арлски († 10 април 947), който става през 926 г. крал на Италия.
Бозон отива с брат си в Италия и става маркграф на Тусция.

## Фамилия
Бозон се жени за Вила, дъщеря на Рудолф I, крал на Бургундия (Велфи). Двамата имат децата:
- Теутберга († пр. септември 948); ∞ Варнарий, 895/896 граф на Троа
- Берта († сл. 18 август 965), ∞ I 928 Бозон I, граф на Прованс; ∞ II 936 Раймунд граф на Rouergue († 961/965), маркграф на Септимания, 936 херцог на Аквитания
- Вила Тосканска († сл. 963); ∞ 930/931 Беренгар II, 924 маркграф на Иврея, 950 – 961/962 крал на Италия (Дом Бургундия-Иврея)
- Рихилда
- Гисла